# Halvor Næs
Halvor Næs, né le 19 avril 1928 à Trysil (Østlandet) et mort le 13 octobre 2022 dans la même ville, est un sauteur à ski norvégien.

## Biographie
Halvor Næs participe aux Jeux olympiques en 1952, où il est quatrième, et en 1960, où il est onzième. Blessé à l'épaule en décembre 1955, il doit renoncer aux Jeux de 1956.
Sa première victoire intervient à la Tournée des quatre tremplins 1953, où il gagne à Bischofshofen. Il se classe deuxième de cette Tournée.
En 1964, il est récompensé avec la Médaille Holmenkollen.

## Palmarès

### Jeux olympiques
| Épreuve / Édition | Oslo 1952 | Squaw Valley 1960 |
| Individuel        | 4e        | 11e               |

### Championnats du monde
| Épreuve / Édition | Falun 1954 |
| Individuel        | 8e         |

### Tournée des quatre tremplins
- 1 victoire.